# N.H. Bank
Niels Hansen Bank (født 25. marts 1797 i Oksenvad ved Haderslev, død 9. juni 1878) var en dansk gårdejer og politiker.
Bank var søn af bolsmand Hans Hansen Bank. Han var kniplingskræmmer fra 1821 til 1831 hvor købte han Stenbrogård på 110 tønder land i Give Sogn. Han drev gården til han i 1869 gik på aftægt. Bank var sogneforstander 1845-1850, sognefoged 1845-1849 og lægdsmand 1845-1878.
Bank var medlem af Folketinget valgt i Vejle Amts 4. valgkreds (Givekredsen) fra 4. august 1852 til 26. februar 1853 og fra 14. juni 1858 til 14. juni 1861. Han tabte de to folketingsvalg i 1853 til sognefoged Jens Christensen, men stillede op igen i 1858 og vandt. Han tabte derefter valget i 1861 og stillede ikke op igen senere.